# Stench of Burning Death
Stench of Burning Death (1986) — первое демо, записанное Repulsion в июне 1986 года, и отложенное до мая 1989, когда оно было выпущено как их первый и единственный студийный альбом Horrified на лейбле Necrosis Records.

## Список композиций
Основные композиции
1. «The Stench of Burning Death» — 1:33
2. «Eaten Alive» — 1:38
3. «Acid Bath» — 1:30
4. «Slaughter of the Innocent» — 1:32
5. «Decomposed» — 1:21
6. «Radiation Sickness» — 2:04
7. «Splattered Cadavers» — 1:24
8. «Festering Boils» — 1:52
9. «Pestilent Decay» — 1:03
10. «Crematorium» — 1:29
11. «Driven to Insanity» — 1:39
12. «Six Feet Under» — 1:11
13. «Bodily Dismemberment» — 1:45
14. «Repulsion» — 1:44
15. «The Lurking Fear» — 1:09
16. «Black Breath» — 2:16
17. «Maggots in Your Coffin» — 1:45
18. «Horrified» — 2:04